# ماريكو أداتشي
ماريكو أداتشي (باليابانية: 足立真梨子؛ بالكانا: あだち まりこ) هي تريثلت يابانية، ولدت في 21 يوليو 1983 في أوساكا في اليابان.

## وصلات خارجية
- ماريكو أداتشي على موقع اتحاد الترياتلون الدولي (الإنجليزية)
- ماريكو أداتشي على موقع أوليمبيديا (الإنجليزية)